# Exèrcit Roig Català d'Alliberament
L'Exèrcit Roig Català d'Alliberament, amb les sigles ERCA va ser un grup militant dels anys 80 que buscava una major autonomia per a Catalunya. En un informe del departament d'estat dels EUA se'l descriu com a grup comprés per elements marxistes radicals.

## Accions
- 1987, 27 de març: Va reivindicar l'autoria d'un atemptat amb cotxe bomba a Barcelona que va matar un guàrdia civil espanyol i en va ferir 15.[3]
- 1987, 13 de maig: Va atribuir-se un atemptat a l'oficina de General Electric de Barcelona quan a les 12 de la nit un home va col·locar una bomba a l'entrada de l'edifici que no va provocar ferits però sí danys materials importants al primer i segon pisos de l'edifici.[2]
- 1987, 16 de juny: Va reivindicar un atemptat ocorregut cap a tres quarts d'una de la matinada quan va explotar una bomba de 2kg de pólvora continguda dins d'un cartró de llet davant les oficines de Hewlett-Packard de Barcelona sense causar danys notoris.[2]
- 1987, 14 d'octubre: Va atribuir-se un atemptat bomba al consolat americà de Barcelona. La bomba es trobava dins d'una bossa de comprar posicionada a les escales de la sortida posterior del consolat i contenia com a mínim 5kg d'explosiu. L'explosió de l'artefacte va ferir a 8 individus però a cap de gravetat. També va provocar danys estructurals a les escales i va fer volar les portes de davant i darrere del consolat. Terra Lliure va reivindicar també l'acció.[2]
- 1987, 26 de desembre: Va reivindicar l'atac amb granada al Bar Iruna, un club USO de Barcelona, que va matar un mariner nord-americà. Terra Lliure també va reclamar l'autoria de l'atac.[4]